# Oeghtasar
De Oeghtasar (Armeens: Ուղտասար) is een uitgedoofde vulkaan in de provincie Sjoenik in Armenië. De grens met Azerbeidzjan ligt ten noordoosten van de berg en de berg ligt ongeveer 15 kilometer ten noorden van Sisian.
De berg bestaat uit basaltrotsen en op de top van de vulkaan bevindt zich een kratermeertje. De top van de berg ligt ongeveer op 3500 meter boven zeeniveau.

## Rotstekeningen van Oeghtasar
Rond de krater en op de hellingen van de vulkaan zijn honderden rotstekeningen gemaakt tussen het einde van de bronstijd en het begin van de ijzertijd. Deze tekeningen werden gemaakt op de stenen en tonen dieren (geiten, herten en slangen), evenals antropomorfe figuren, vaak in een staat van aanbidding of jachttaferelen.